# Дундунаки, Анна
Анна Дундунаки (греч. Άννα Ντουντουνάκη; род. 9 сентября 1995, Ханья) — греческая пловчиха. Чемпион Европы 2020 года на дистанции 100 метров баттерфляем (вместе с француженкой Мари Ваттель).

## Биография
Родилась 9 сентября 1995 года в Ханье.
Окончила юридический факультет Афинского университета. Получила степень магистра права в Лондонском университете королевы Марии.
Начала заниматься плаванием на дистанции в 2010 году в Ханье. Ранее она занималась синхронным плаванием, была членом сборной Греции по синхронному плаванию.
Дебютировала на чемпионате Европы по водным видам спорта 2014 года в Берлине в возрасте 15 лет.
Завоевала бронзу на чемпионате Европы по плаванию на короткой воде 2019 года на дистанции 100 метров баттерфляем среди женщин, стала первой гречанкой, завоевавшей медаль на чемпионате Европы по плаванию на короткой воде.
Завоевала золото на чемпионате Европы по водным видам спорта 2020 года в Будапеште (вместе с француженкой Мари Ваттель), стала первой гречанкой, завоевавшей золото на чемпионате Европы по водным видам спорта.
Участвовала в летних Олимпийских играх 2016 года и летних Олимпийских играх 2020 года.